# 中国工农红军第二十七军 (1932年建立)
中国工农红军第二十七军是由鄂豫皖苏区在1932年红四方面军转移后，组织的一支以“红二十七军”为番号的部队，由徐海东领导的红二十七师和皖西北地方武装组成，军长刘士奇、政治委员郭述申、副军长吴保才、政治部主任江求顺，下辖
- 第七十九师，师长徐海东，政委王建南，辖
  - 第一团，由原由红二十七师第七十九团改编，团长张四季、政委杜本莲
  - 第三团，由六安、霍丘两个独立营和皖西北道区军事指挥部战斗模范营及英山、霍山、六安三个保卫连合编而成，团长程启波、政委詹大列
- 第八十一师，师部由二十七军军部兼，辖
  - 第二团，由英山独立十三团改称，后蕲春县游击队编入该团，团长熊海清、政委曾照瑞
  - 第五团，由霍山独立团（两个营）和五星县（今霍山县西部燕子河地区）独立团等合编，团长陈光辉、政委洪善维

全军共四千五百余人。

该部队存在时间不长，后分别编入红二十五军和红二十八军。